# Gap year

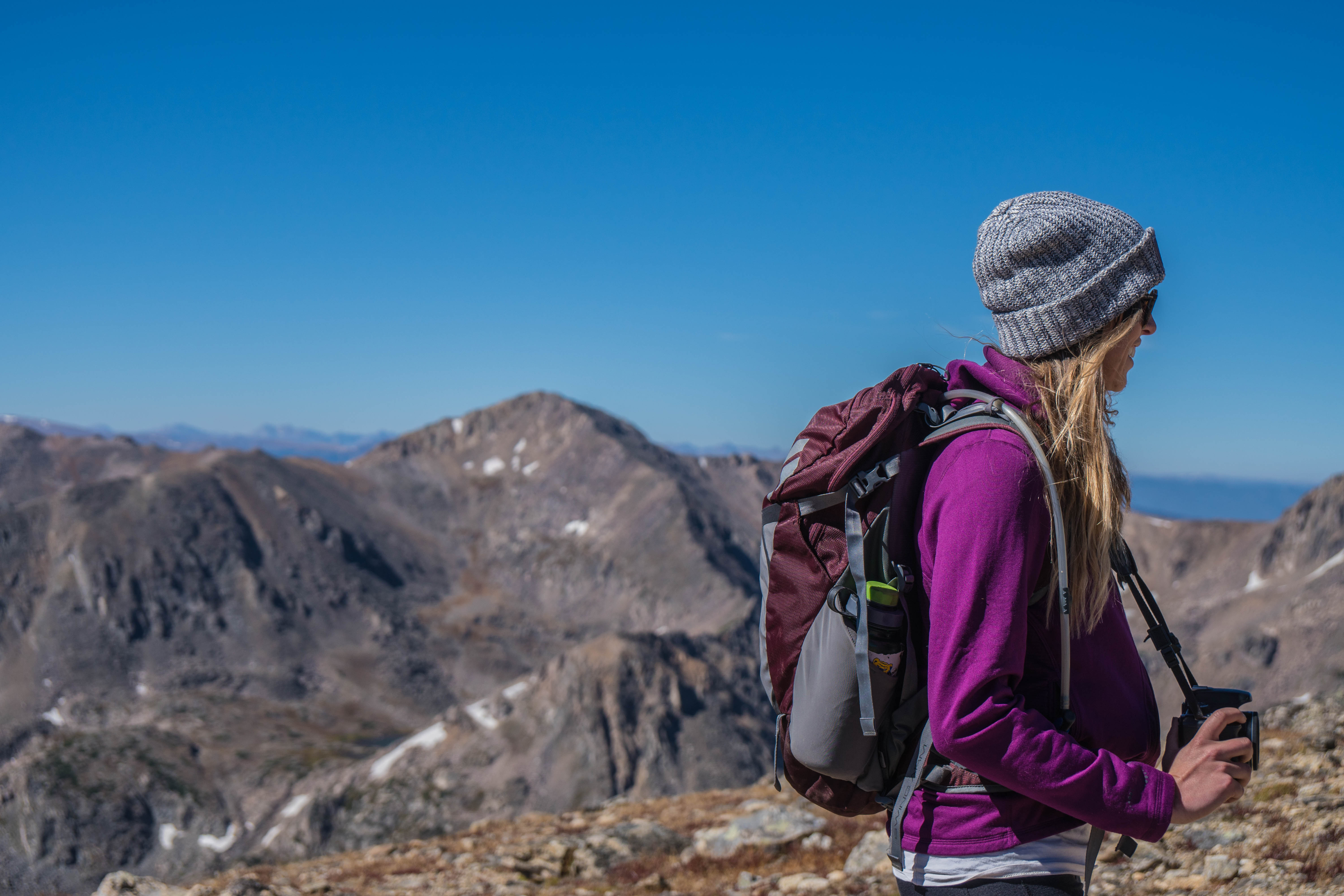
Một cô gái du lịch khắp Châu âu

Gap year (tạm dịch: năm nghỉ phép, năm nghỉ giữa hiệp, năm xả láng hay năm tạm dừng) là một kỳ nghỉ kéo dài khoảng 12 tháng, trong đó mọi người sẽ tạm gác các công việc học tập chính quy, chuyện sách vở v.v... sang một bên để thực hiện những kế hoạch khác nhằm nâng cao kỹ năng và kiến thức. Đối tượng gap year nhiều nhất thường là các học sinh hoàn thành chương trình cấp ba trước khi vào đại học, hoặc các sinh viên tốt nghiệp đại học nhưng chưa muốn đi làm. Trong quãng thời gian này, mọi người có thể tham gia các khóa học nâng cao về toán học hoặc nghiên cứu ngôn ngữ, học nghề, hoạt động nghệ thuật, đi tình nguyện, du lịch, thực tập, chơi thể thao hoặc tham gia giao lưu văn hóa. Các nghiên cứu đã chỉ ra rằng những học sinh thực hiện gap year có kết quả học tập tốt hơn so với những học sinh không thực hiện. Tuy nhiên, nhiều bậc phụ huynh lại lo lắng rằng con mình sẽ quá để tâm vào các hoạt động này mà không chú trọng đến việc học.